# Dante Rossi (pallanuotista)
Dante Rossi (Bologna, 28 agosto 1936 – Lavagna, 15 marzo 2013) è stato un pallanuotista italiano, vincitore di una medaglia d'oro all'olimpiade di Roma 1960 con la squadra italiana composta, oltre dallo stesso Rossi, da Danio Bardi, Giuseppe D'Altrui, Salvatore Gionta, Giancarlo Guerrini, Franco Lavoratori, Gianni Lonzi, Luigi Mannelli, Rosario Parmegiani, Eraldo Pizzo, Amedeo Ambron e Brunello Spinelli.
Ha giocato con la Rari Nantes Bologna e con il Nervi. Entrambi i figli sono stati pallanuotisti della SS Lazio Nuoto in Serie A.